# Суперліга (Греція)
Грецька Суперліга (грец. Σούπερ Λίγκα Ελλάδα) — професіональний футбольний турнір клубів з найвищого щабля системи футбольних ліг Греції. До 16 липня 2006 року була знана як Альфа Етнікі, але її було перейменовано на Грецьку Суперлігу. В лізі виступають 14 клубів. Змагання проходять в період з серпня по травень, а кожна команда проводить по 30 матчів. В травні 2008 року Грецька Суперліга посіла 14 місце у рейтингу національних футбольних чемпіонатів УЄФА, в якому враховуються виступи команд в європейських кубкових турнірах за останні 5 років.
З часу заснування Панеллінського чемпіонату у сезоні 1927—28, лише шістьом клубам вдавалось стати чемпіонами: команди «великої трійки» Афін та Пірей («Олімпіакос», «Панатінаїкос» і АЕК), які постійно домінують в чемпіонаті та ПАОК, «Аріс» та «Лариса», яким вдалося виграти першість декілька разів. «Олімпіакос» є одним з найуспішніших клубів ліги, виграв її 48 разів.

## Історія
У 2006 році Грецька Суперліга замінила Альфа Етнікі на вершині системи футбольних ліг Греції. Альфа Етнікі була найвищим щаблем в грецькому футболі з 1959 року, коли замінила Панеллінський чемпіонат. У 1979 році Альфа Етнікі, яка з часу заснування була аматорською лігою, набула статусу професіональної. До цього в Панеллінському чемпіонаті змагалися лише найбільші футбольні асоціації Афін, Пірея, Салонік та Патри. Перший розіграш Панелленського чемпіонату відбувся у 1906 році. В 1959 році Панеллінський чемпіонат замінила Альфа Етнікі. На відміну від Панеллінського чемпіонату кількість команд у Альфа Етнікі збільшилась, тому і підвищився загальнонаціональний інтерес до турніру. За період 53-річного існування ліги Панеллінським чемпіонатом керували різні організації: з 1906 по 1913 — Еллінська асоціація атлетів-аматорів (SEGAS), попередник Еллінської федерації футболу (EPO), з 1922 по 1927 — Союз футбольних асоціацій Греції (EPSE), а з 1927 року лігу очолює EPO. До того Панеллінський чемпіонат вважався неофіційним змаганням. Перший офіційний чемпіон був оголошений в 1928 році.
30 березня 2010 року уряд Греції ухвалив рішення про припинення фінансування футбольних змагань країни через випадки насильства серед фанатів, що останнім часом почастішали на стадіонах. Напередодні заяви на чотирьох стадіонах Греції відбулися побоїща за участю фанатів. У березні працівниця стадіону скалічена петардою на матчі чемпіонату Греції між двома лідерами «Панатінаїкосом» і «Олімпіакосом» в Афінах. Тим не менше, уряд має намір продовжити фінансування футбольної збірної країни. У травні 2010 року кілька матчів Альфа Етнікі були перенесені через загальнонаціональний страйк та протести.

## Права трансляції
Права на трансляцію матчів Грецької Суперліги мають телеканали Skai TV та NOVA. Державний канал NET має права транслювати матчі за участю лише клубів «Олімпіакос, Пірей» та «Шкода Ксанті».

## Структура
Сьогодні у Грецькій Суперлізі змагаються 14 команд, які грають кожен з кожним два матчі: удома і на виїзді. За результатами сезону 2 команди, що займають 13-е і 14−е місця залишають Суперлігу, а їх місця займають дві найкращі команди з Бета Етнікі.
Чемпіон та срібний призер отримують право грати у Лізі чемпіонів УЄФА (чемпіон — напряму, друга команда — з 2−го кваліфікаційного раунду). Команди, що займають місця з 3-го по 5-е, а також володар Кубка Греції отримують право грати у Лізі Європи УЄФА.

## Чемпіони
- 1927—28 по 1958—59: Панеллінський чемпіонат
- 1959—60 по 2005—06: Альфа Етнікі
- 2006—07 дотепер: Грецька Суперліга

| Сезон   | Чемпіон                                 |
| ------- | --------------------------------------- |
| 1927—28 | «Аріс»                                  |
| 1928—29 | не проводився                           |
| 1929—30 | «Панатінаїкос»                          |
| 1930—31 | «Олімпіакос»                            |
| 1931—32 | «Аріс»                                  |
| 1932—33 | «Олімпіакос»                            |
| 1933—34 | «Олімпіакос»                            |
| 1934—35 | не проводився                           |
| 1935—36 | «Олімпіакос»                            |
| 1936—37 | «Олімпіакос»                            |
| 1937—38 | «Олімпіакос»                            |
| 1938—39 | АЕК                                     |
| 1939—40 | АЕК                                     |
| 1940—41 | не проводився через Другу світову війну |
| 1941—42 | не проводився через Другу світову війну |
| 1942—43 | не проводився через Другу світову війну |
| 1943—44 | не проводився через Другу світову війну |
| 1944—45 | не проводився через Другу світову війну |
| 1945—46 | «Аріс»                                  |
| 1946—47 | «Олімпіакос»                            |
| 1947—48 | «Олімпіакос»                            |
| 1948—49 | «Панатінаїкос»                          |
| 1949—50 | не проводився                           |
| 1950—51 | «Олімпіакос»                            |
| 1951—52 | не проводився                           |
| 1952—53 | «Панатінаїкос»                          |
| 1953—54 | «Олімпіакос»                            |
| 1954—55 | «Олімпіакос»                            |
| 1955—56 | «Олімпіакос»                            |
| 1956—57 | «Олімпіакос»                            |
| 1957—58 | «Олімпіакос»                            |
| 1958—59 | «Олімпіакос»                            |
| 1959—60 | «Панатінаїкос»                          |

| Сезон   | Чемпіон        |
| ------- | -------------- |
| 1960—61 | «Панатінаїкос» |
| 1961—62 | «Панатінаїкос» |
| 1962—63 | АЕК            |
| 1963—64 | «Панатінаїкос» |
| 1964—65 | «Панатінаїкос» |
| 1965—66 | «Олімпіакос»   |
| 1966—67 | «Олімпіакос»   |
| 1967—68 | АЕК            |
| 1968—69 | «Панатінаїкос» |
| 1969—70 | «Панатінаїкос» |
| 1970—71 | АЕК            |
| 1971—72 | «Панатінаїкос» |
| 1972—73 | «Олімпіакос»   |
| 1973—74 | «Олімпіакос»   |
| 1974—75 | «Олімпіакос»   |
| 1975—76 | ПАОК           |
| 1976—77 | «Панатінаїкос» |
| 1977—78 | АЕК            |
| 1978—79 | АЕК            |
| 1979—80 | «Олімпіакос»   |
| 1980—81 | «Олімпіакос»   |
| 1981—82 | «Олімпіакос»   |
| 1982—83 | «Олімпіакос»   |
| 1983—84 | «Панатінаїкос» |
| 1984—85 | ПАОК           |
| 1985—86 | «Панатінаїкос» |
| 1986—87 | «Олімпіакос»   |
| 1987—88 | «Лариса»       |
| 1988—89 | АЕК            |
| 1989—90 | «Панатінаїкос» |
| 1990—91 | «Панатінаїкос» |
| 1991—92 | АЕК            |
| 1992—93 | АЕК            |

| Сезон   | Чемпіон        |
| ------- | -------------- |
| 1993—94 | АЕК            |
| 1994—95 | «Панатінаїкос» |
| 1995—96 | «Панатінаїкос» |
| 1996—97 | «Олімпіакос»   |
| 1997—98 | «Олімпіакос»   |
| 1998—99 | «Олімпіакос»   |
| 1999—00 | «Олімпіакос»   |
| 2000—01 | «Олімпіакос»   |
| 2001—02 | «Олімпіакос»   |
| 2002—03 | «Олімпіакос»   |
| 2003—04 | «Панатінаїкос» |
| 2004—05 | «Олімпіакос»   |
| 2005—06 | «Олімпіакос»   |
| 2006—07 | «Олімпіакос»   |
| 2007—08 | «Олімпіакос»   |
| 2008—09 | «Олімпіакос»   |
| 2009—10 | «Панатінаїкос» |
| 2010—11 | «Олімпіакос»   |
| 2011—12 | «Олімпіакос»   |
| 2012—13 | «Олімпіакос»   |
| 2013—14 | «Олімпіакос»   |
| 2014—15 | «Олімпіакос»   |
| 2015—16 | «Олімпіакос»   |
| 2016—17 | «Олімпіакос»   |
| 2017—18 | АЕК            |
| 2018—19 | ПАОК           |
| 2019—20 | «Олімпіакос»   |
| 2020—21 | «Олімпіакос»   |
| 2021—22 | «Олімпіакос»   |
| 2022—23 | АЕК            |
| 2023—24 | ПАОК           |
| 2024—25 | «Олімпіакос»   |

### Титулів за клубами
| Клуб           | Кількість титулів | Сезони | Примітки          |
| -------------- | ----------------- | --- | ----------------- |
| «Олімпіакос»   | 48                | 1931, 1933, 1934, 1936, 1937, 1938, 1947, 1948, 1951, 1954, 1955, 1956, 1957, 1958, 1959, 1966, 1967, 1973, 1974, 1975, 1980, 1981, 1982, 1983, 1987, 1997, 1998, 1999, 2000, 2001, 2002, 2003, 2005, 2006, 2007, 2008, 2009, 2011, 2012, 2013, 2014, 2015, 2016, 2017, 2020, 2021, 2022, 2025 | [ 5 ] [ 6 ] [ 7 ] |
| «Панатінаїкос» | 20                | 1930, 1949, 1953, 1960, 1961, 1962, 1964, 1965, 1969, 1970, 1972, 1977, 1984, 1986, 1990, 1991, 1995, 1996, 2004, 2010 | [ 5 ] [ 8 ] [ 9 ] |
| АЕК            | 13                | 1939, 1940, 1963, 1968, 1971, 1978, 1979, 1989, 1992, 1993, 1994, 2018, 2023 | [ 5 ] [ 10 ]      |
| ПАОК           | 4                 | 1976, 1985, 2019, 2024 | [ 5 ]             |
| «Аріс»         | 3                 | 1928, 1932, 1946 | [ 5 ]             |
| «Лариса»       | 1                 | 1988 | [ 5 ]             |

## Українці в Суперлізі
В таблиці наведено список українських футболістів, які в різний час грали у Суперлізі. Найбільше ігор у найвищому грецькому дивізіоні серед українців провів Олег Протасов (175), він же забив найбільше голів (64). Першим з українських футболістів чемпіоном Греції зі своєю командою став Дмитро Чигринський в сезоні 2017/2018, наступного сезону титул здобула команда Євгена Шахова і Євгена Хачеріді.
| Гравець              | Клуб              | Сезон     | Ігри | Голи |
| -------------------- | ----------------- | --------- | ---- | ---- |
| Олег Протасов        | «Олімпіакос»      | 1990/1991 | 30   | 13   |
| Олег Протасов        | «Олімпіакос»      | 1991/1992 | 22   | 14   |
| Олег Протасов        | «Олімпіакос»      | 1992/1993 | 24   | 13   |
| Олег Протасов        | «Олімпіакос»      | 1993/1994 | 9    | 8    |
| Олег Протасов        | «Верія»           | 1996/1997 | 30   | 4    |
| Олег Протасов        | «Верія»           | 1997/1998 | 32   | 7    |
| Олег Протасов        | «Проодефтікі»     | 1998/1999 | 28   | 5    |
| Геннадій Литовченко  | «Олімпіакос»      | 1990/1991 | 24   | 10   |
| Геннадій Литовченко  | «Олімпіакос»      | 1991/1992 | 30   | 6    |
| Геннадій Литовченко  | «Олімпіакос»      | 1992/1993 | 27   | 2    |
| Михайло Михайлов     | «Аполлон Смірніс» | 1990/1991 | 11   | 0    |
| Михайло Михайлов     | «Аполлон Смірніс» | 1991/1992 | 17   | 0    |
| Валерій Карібов      | «Іракліс»         | 1992/1993 | 8    | 0    |
| Валерій Карібов      | «Іракліс»         | 1993/1994 | 14   | 2    |
| Валерій Карібов      | «Панахаїкі»       | 1995/1996 | 29   | 4    |
| Валерій Карібов      | «Панахаїкі»       | 1996/1997 | 18   | 0    |
| Валерій Карібов      | «Панахаїкі»       | 1997/1998 | 21   | 0    |
| Василь Новохацький   | «Іонікос»         | 1995/1996 | 31   | 10   |
| Василь Новохацький   | «Панахаїкі»       | 1997/1998 | 25   | 4    |
| Віктор Двірник       | «Лариса»          | 1995/1996 | 13   | 1    |
| Євген Дмитрієв       | «Етнікос»         | 1997/1998 | 6    | 0    |
| Денис Соколовський   | «Паніоніос»       | 1999/2000 | 11   | 2    |
| Денис Соколовський   | «Паніоніос»       | 2000/2001 | 5    | 0    |
| Едуард Стоянов       | «Іонікос»         | 2000/2001 | 6    | 0    |
| Владислав Сухомлинов | «Панахаїкі»       | 2001/2002 | 2    | 0    |
| Андрій Гірча         | «Ерготеліс»       | 2004/2005 | 7    | 0    |
| Олег Венглінський    | АЕК               | 2005/2006 | 15   | 3    |
| Олег Ящук            | «Ерготеліс»       | 2006/2007 | 26   | 3    |
| Євген Неплях         | «Платаніас»       | 2014/2015 | 8    | 0    |
| Андрій Богданов      | «Ерготеліс»       | 2014/2015 | 13   | 1    |
| Євген Селін          | «Платаніас»       | 2015/2016 | 27   | 1    |
| Євген Селін          | «Астерас»         | 2016/2017 | 18   | 0    |
| Євген Селін          | «Астерас»         | 2017/2018 | 11   | 0    |
| Андрій Цуріков       | «Левадіакос»      | 2015/2016 | 9    | 0    |
| Дмитро Чигринський   | АЕК               | 2016/2017 | 16   | 1    |
| Дмитро Чигринський   | АЕК               | 2017/2018 | 15   | 1    |
| Дмитро Чигринський   | АЕК               | 2018/2019 | 15   | 0    |
| Дмитро Чигринський   | АЕК               | 2019/2020 | 21   | 3    |
| Дмитро Чигринський   | АЕК               | 2020/2021 | 16   | 0    |
| Дмитро Чигринський   | «Іонікос»         | 2021/2022 | 27   | 1    |
| Дмитро Чигринський   | «Іонікос»         | 2022/2023 | 26   | 1    |
| Євген Шахов          | ПАОК              | 2016/2017 | 23   | 4    |
| Євген Шахов          | ПАОК              | 2017/2018 | 19   | 3    |
| Євген Шахов          | ПАОК              | 2018/2019 | 21   | 5    |
| Євген Шахов          | АЕК               | 2020/2021 | 25   | 3    |
| Євген Шахов          | АЕК               | 2021/2022 | 23   | 1    |
| Віталій Приндета     | «Платаніас»       | 2016/2017 | 14   | 1    |
| Віталій Приндета     | «Платаніас»       | 2017/2018 | 7    | 0    |
| Віталій Приндета     | «Ламія»           | 2017/2018 | 3    | 0    |
| Євген Буднік         | «Платаніас»       | 2017/2018 | 12   | 1    |
| Євген Буднік         | «Ламія»           | 2017/2018 | 13   | 0    |
| Євген Хачеріді       | ПАОК              | 2018/2019 | 3    | 0    |
| Орест Кузик          | «Яніна»           | 2018/2019 | 4    | 0    |
| Владислав Наумець    | «Яніна»           | 2018/2019 | 3    | 0    |
| Владислав Наумець    | «Яніна»           | 2020/2021 | 17   | 1    |
| Олег Данченко        | АЕК               | 2020/2021 | 7    | 0    |
| Максим Максименко    | «Лариса»          | 2020/2021 | 13   | 0    |
| Іван Демиденко       | «Астерас»         | 2022/2023 | 2    | 0    |
| Максим Імереков      | «Атромітос»       | 2023/2024 | 7    | 0    |
| Роман Яремчук        | «Олімпіакос»      | 2024/2025 | 15   | 1    |

### Українські тренери
| Тренер        | Клуб         | Час роботи              | Днів на посаді | Досягнення, примітки                                            |
| ------------- | ------------ | ----------------------- | -------------- | --------------------------------------------------------------- |
| Олег Блохін   | «Олімпіакос» | 01.06.1990 - 24.01.1993 | 968            | Срібний призер 1990/1991, 1991/1992 Бронзовний призер 1992/1993 |
| Олег Блохін   | ПАОК         | 07.02.1993 - 27.02.1994 | 385            |                                                                 |
| Олег Блохін   | «Іонікос»    | 01.12.1994 - 28.02.1997 | 820            |                                                                 |
| Олег Блохін   | ПАОК         | 22.08.1998 - 29.09.1998 | 38             |                                                                 |
| Олег Блохін   | АЕК          | 26.11.1998 - 30.05.1999 | 185            | Срібний призер 1998/1999                                        |
| Олег Блохін   | «Іонікос»    | 12.03.2000 - 17.01.2002 | 676            |                                                                 |
| Олег Протасов | «Олімпіакос» | 09.02.2003 - 17.03.2004 | 402            | Чемпіон Греції 2002/2003                                        |
| Олег Протасов | «Іракліс»    | 30.03.2009 - 30.10.2009 | 214            |                                                                 |